# Hippolyte Gomot
Pierre Eugène Hippolyte Gomot, né le 12 octobre 1837 à Riom (Puy-de-Dôme) et décédé le 8 novembre 1927 à Paris, est un magistrat, homme politique français, écrivain et historien local de la région riomoise.
Il fut ministre de l'Agriculture fin 1885 - début 1886.

## Enfance et éducation
Il est le fils de Martin Gilbert Gomot, greffier de la justice de paix, agréé au tribunal de commerce et de Marie Anne Sophie Allary appartenant tous deux à la bourgeoisie de robe riomoise.
Hippolyte Gomot étudie d'abord au collège de Riom. Devenu licencié en droit, il devient avocat au Barreau de Riom en 1860.

## Carrière professionnelle
Il occupe différentes fonctions au sein de la magistrature: il est nommé substitut du procureur à Gannat en 1868 puis l'année suivante à la même fonction cette fois-ci à Riom. En 1870, il est nommé procureur de la République à Riom. Refusant en 1877 une nomination à Privas, il donne sa démission et redevient avocat au barreau de Riom. L'année suivante, il est nommé conseiller à la Cour d'appel puis devient conseiller honoraire en 1882.

## Carrière politique
- En janvier 1878 et en 1881, il est conseiller municipal de Riom.
- Il est conseiller général du canton Riom-ouest en 1878, réélu en 1883, il le sera jusqu'en 1889.
- Il a été député du Puy-de-Dôme (arrondissement de Riom) de 1881 à 1889. Il effectua donc deux mandants ; il a été réélu en 1885.
- Il fut ministre de l'Agriculture très peu de temps, du 9 novembre 1885 au 7 janvier 1886.
- Ensuite, il est devenu sénateur du Puy-de-Dôme de 1891 à 1927. Dans ce cadre, il s'attache aux problématiques relatives à l'agriculture tout en étant membre de plusieurs commissions comme celle de la justice.

Il fut élu pour la première fois à ce poste le 4 janvier 1891 ;
Réélu le 28 janvier 1900 ;
Réélu le 3 janvier 1909 ;
Réélu le 11 janvier 1920 ;
Fin de mandat le 8 janvier 1927 (il ne se représenta pas).

## Historien local
Il s'est intéressé à l'histoire locale de la région riomoise d'où il était élu. Son but était de publier une « trilogie » historique avec ce qu'il appelait « les trois symboles de la puissance du Moyen Âge » :
- le monastère : L'histoire de l'abbaye royale de Mozat, 1872 (lire en ligne sur Gallica) ;
- le château fort : Histoire du château féodal de Tournoël, 1881 ;
- la ville : en l'occurrence la cité médiévale de Riom, projet qui n'aboutira jamais.

Par ailleurs, il rédige un document sur l'épidémie de peste noire de 1631 à Riom [lire en ligne (page consultée le 16 mai 2023)], un autre intitulé: « Le Refuge de Riom» ainsi qu'une notice sur l'histoire de Châtel-Guyon en 1860
Il écrit plusieurs biographie: une biographie de Prosper Marilhat († 1847), peintre d'origine auvergnate : Marilhat et son œuvre, 1884. (lire en ligne sur Gallica), une autre de Francisque Mandet [lire en ligne] et de Mathieu dit Auguste Salneuve (1815-1889), magistrat et homme politique originaire d'Aigueperse en 1890.
Il signe en tant qu'ancien ministre le chapitre consacré à l'agriculture dans Le Mexique au début du XXe siècle. (lire en ligne sur Gallica)

## Engagements et adhésions
En parallèle de son activité politique et juridique, Hippolyte Gomot mène une activité journalistique comme au journal Le Voltaire dont il fut le directeur politique. Il collabore dans d'autres journaux comme Le Temps, La Revue politique et littéraire, La Revue libérale, Le Droit.
Il est aussi membre de plusieurs sociétés: la société du Musée de Riom (1861), il est directeur de l'administration du musée et président d'honneur de cette société; la société lyrique de Riom dont il fut président. De même à Paris, il fut membre de sociétés et notamment de la société "La Soupe aux choux" ayant pour but d'aider, d'encourager les artistes parisiens d'origine auvergnate.

## Vie privée
Il épouse le 9 mars 1896 en la mairie du 6e arrondissement de Paris, Jeanne Marie Adrienne Crocq (1858-1925), veuve du magistrat Pierre Marie Charles Alfred Mandet (1842-1895), magistrat et fils de Francisque Mandet. Sans postérité, il fait de Madame Pierre Filère, sa légataire universelle.

## Distinctions
- Commandeur de l'ordre du Mérite agricole (1900)

## Hommage
Ses obsèques sont célébrées en l'église Saint-Thomas d'Aquin avant le départ de sa dépouille à Riom en train. Le 12 novembre 1927, un autre office religieux est célébré en la basilique Saint-Amable de Riom avant l'inhumation  au cimetière des Charmettes de Riom.
Une rue de Riom porte son nom depuis 1936 après décision du conseil municipal de Riom en 1928. Elle s'appelait précédemment « rue de Mozat » puisqu'il s'agissait sous l'Ancien Régime d'une des portes de la ville de Riom qui faisait face à la route menant au village de Mozac.

## Sources
- « Hippolyte Gomot », dans Adolphe Robert et Gaston Cougny, Dictionnaire des parlementaires français, Edgar Bourloton, 1889-1891 [détail de l’édition]
- « Hippolyte Gomot », dans le Dictionnaire des parlementaires français (1889-1940), sous la direction de Jean Jolly, PUF, 1960 [détail de l’édition]
- « Hippolyte Gomot, magistrat, homme politique, historien, ami des arts », dans Autres chroniques du Vieux Riom, Société des Amis du Vieux Riom, 2000
- Acte de naissance, Archives départementales du Puy-de-Dôme, Riom, Naissances, 6 E 298 35 - . - 1836-1839, Acte n°203 vue 93/195